# Gamidactylus piranhus
Gamidactylus piranhus is een eenoogkreeftjessoort uit de familie van de Ergasilidae. De wetenschappelijke naam van de soort is voor het eerst geldig gepubliceerd in 2008 door Thatcher, Santos & Brasil-Sato.